# Laura Siegemund
Laura Siegemund, född 4 mars 1988 i Filderstadt, är en tysk tennisspelare.
Hon är huvudsakligen framgångsrik i dubbel och har vunnit mixeddubbeltävlingen vid US Open 2016 tillsammans med Mate Pavić, damdubbeltävlingen vid US Open 2020 tillsammans med Vera Zvonareva samt mixeddubbeltävlingen vid Franska öppna 2024 med Édouard Roger-Vasselin.